# 竹岡勝也
竹岡 勝也（たけおか かつや、1893年11月10日 - 1958年9月30日）は、国学研究を中心に、日本思想史を専門とする日本の歴史学者で、九州帝国大学教授などを歴任した。

## 生い立ち
阿部 勝也として、山形県飽海郡上郷村山寺（後の松山町→酒田市）に生まれる。阿部一郎（阿部襄の父）、阿部次郎、堀三也、阿部余四男は兄、阿部六郎は弟である。
地元の山寺尋常高等小学校から、1907年に山形県立山形中学校（山形県立山形東高等学校の前身）に進み、さらに1912年には仙台の旧制・第二高等学校第一部乙類に入学した。二高では、土井晩翠、登張竹風らの薫陶を受けた。
1915年7月には東京帝国大学に進み、1918年に文科大学史学科を卒業した。平泉澄は大学の同期生であった。
大学卒業に際し、中学生の頃からの知り合いであり、兄嫁の妹でもあった斎藤芳と結婚することとなり、併せて断絶していた母方の実家である竹岡家の再興を担うこととなり、1918年7月に、竹岡家の再興と、勝也と芳の結婚が届け出られた。
長男の竹岡和田男は北海道を拠点とした映画評論家となり、北の映像ミュージアムの設立に尽力した。

## 経歴
大学卒業後の1918年9月26日、明治神宮造営局属として官吏となり、内務省神社局属を兼ねた。しかし、1919年7月末にこれを辞職し、以降は嘱託として神社調査事務に就いた。1923年4月には法政大学予科教授となり、以降、法政大学の文学部や高等師範科、東京女子大学、立教大学、武蔵高等学校などでも教鞭を執るようになった。
1927年6月、新設された「日本文化史」講座に招かれる形で、九州帝国大学法文学部助教授となり。1929年6月には教授に昇任した。1934年から1936年にかけてはドイツに留学した。九州帝国大学における門下生には、西尾陽太郎、城福勇、田村円澄や西高辻信貞らがいた。第二次世界大戦の戦時下において、図書館長や法文学部長を歴任したが、1944年11月8日には妻・芳に先立たれ、1945年6月19日の福岡大空襲では自宅と蔵書を焼失した。
戦後は、1945年12月31日に学部長を辞し、1946年3月31日に大学を退職した。この頃、後妻・安子を迎え、太宰府に移り住み、『太宰府小史』の刊行に関わった。1948年4月には公職追放の対象とされたが、1950年10月に解除に至った。公職追放となったのは、著書『日本思想の研究』、『現代の問題としての復古思想』が、「好ましくない人物の公職よりの除去に関する覚書」にいう「G その他の軍国主義者及び極端な国家主義者」にあたるとされたためであった。
1951年5月には北海道大学教授となり、大学院の設置に尽力した。1955年5月には東北大学教授へ転じ、村岡典嗣の退官後10年にわたって空席だった日本思想史研究室を再興した。定年後の1957年には國學院大學教授となった。

## おもな著書

### 単著
- 日本文化史 第5巻 平安朝末期、大鐙閣、1922年（後に内外書籍から1941年に再版）
- 近世史の発展と国学者の運動、至文堂（国史研究叢書）、1927年
- 住吉神社小誌：官幣小社、官幣小社住吉神社社務所、1932年
- 国学史概説、岩波書店（岩波講座 日本文学）、1932年
- 尊王思想の発達、岩波書店（岩波講座日本歴史）、1934年
- 古代思想と国学、岩波書店（岩波講座日本歴史）、1934年
- 近世復古思想、教学局、1939年
- 現代の問題としての復古思想、目黒書店、1939年
- 創学校啓 - 国学の建設、内閣印刷局（日本精神叢書）、1939年
- 日本思想の研究、同文書院、1940年
- 日本思想史、理想社（日本思想大系）、1943年
- 古代史の問題：神話と歴史、惇信堂、1947年
- 王朝文化の残照、角川書店（角川選書）、1971年

### 共著
- （西尾陽太郎との共著）平安時代後期思想史、楽浪書院（日本全書）、1938年
- （阿部次郎、阿部余四男、阿部六郎との共著）根芹、金文堂出版部、1948年